# Anne Murray
Anne Murray (Springhill, 20 de junho de 1945) é uma cantora de música country canadense.
Ela já gravou vários discos, tendo iniciado sua carreira em 1968 quando gravou seu primeiro disco oficial, "What About Me". Ela se retirou do mundo da música em 2008.

## Discografia (seleção)
- What About Me (1968)
- This Way Is My Way (1969)
- Honey, Wheat & Laughter (1970)
- Straight, Clean & Simple (1971)
- Talk It Over In The Morning (1971)
- Annie (1972)
- Danny's Song (1973)
- Love Song (1974)
- Highly Prized Possession (1974)
- Together (1975)
- Keeping In Touch (1976)
- There's A Hippo In My Tub (1977)
- Let's Keep It That Way (1978)
- New Kind Of Feeling (1979)
- I'll Always Love You (1979)
- A Country Collection (1980)
- Somebody's Waiting (1980)

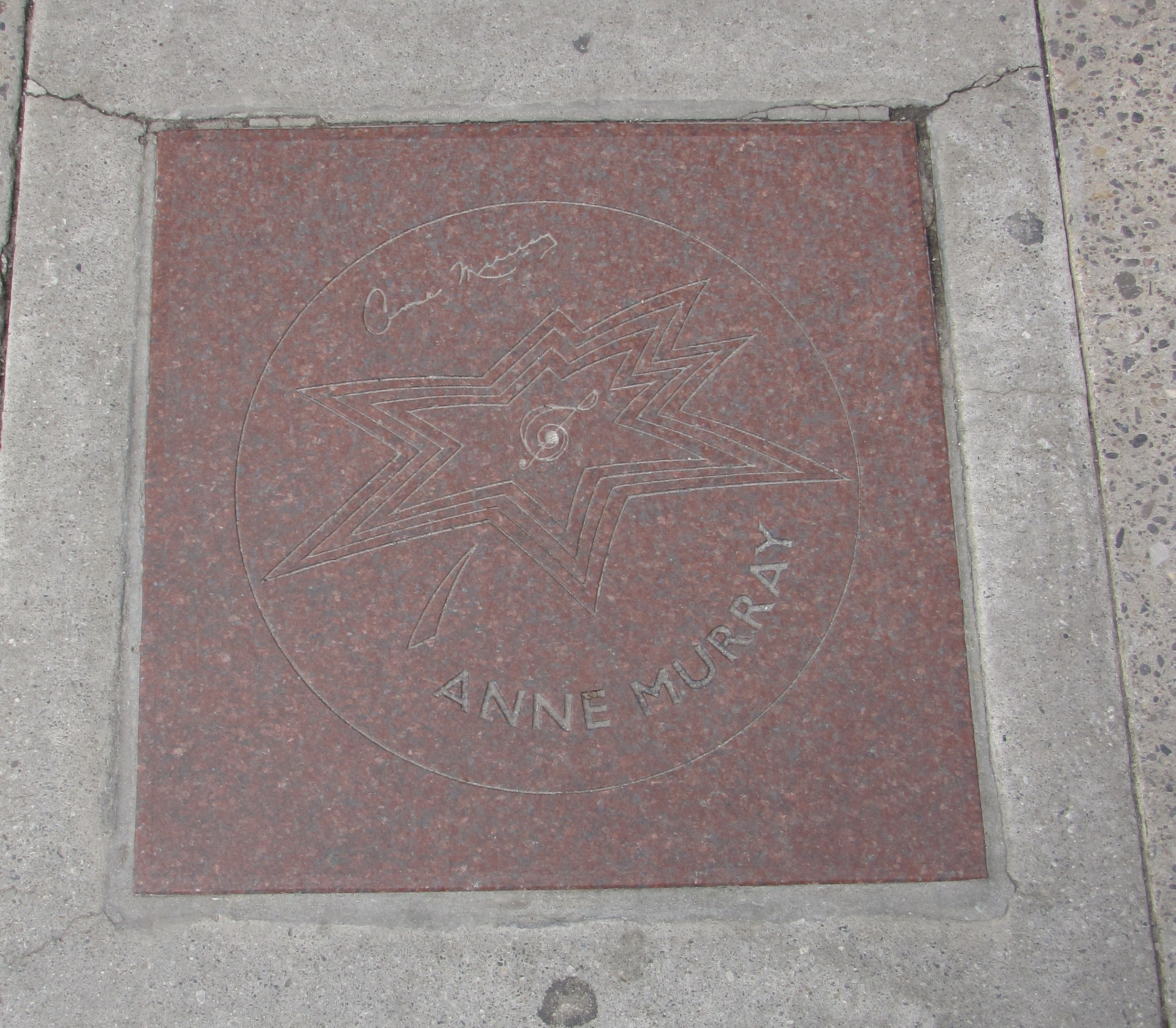
Estrela de Anne Murray na Calçada da fama do Canadá.

- The Hottest Night Of The Year (1982)
- A Little Good News (1983)
- Heart Over Mind (1984)
- Something To Talk About (1986)
- Harmony (1987)
- As I Am (1988)
- From Springhill To The World (1989)
- You Will (1990)
- Yes I Do (1991)
- The Best ... So Far (1994)
- What A Wonderful World (1999)
- Country Croonin'  (2002)
- Anne Murray Duets Friends & Legends (2007)